# جحلب
جَحْلَب (الاسم العلمي: Rougetius rougetii) طائر وحيد الجنس والنوع من طوال الساق يتبع الفصيلة التفلقية. أعطانه إثيوبيا وإرتريا. له جسم متوسط القد ومنقاد مخرزي الشكل وذنبه جدعة، وجناحاه لاحفان، وكسوته العلوية سمراء مسودة، وكسوته السفلية صهباء، وبطنه منمش بالأسود، ومحسراه رماديا اللون، وعيناه مكحلتان بالأصفر. يألف البراري ومجاري الماء. قوته الحشرات والهوام وبعض الأعشاب والبزور البرية.